# La mort de Lluís XIV
La mort de Lluís XIV (títol original en francès: La mort de Louis XIV) és una pel·lícula de 2016 dirigida per Albert Serra i Juanola i interpretada per Jean-Pierre Léaud. Va rebre el premi Jean Vigo. La pel·lícula es va projectar fora de competició al Festival Internacional de Cinema de Canes de 2016. Va obtenir 7 nominacions a la novena edició dels Premis Gaudí, imposant-se en les categories de millor vestuari i millor maquillatge i perruqueria.

## Gestació
El projecte es va iniciar com una instal·lació per al Centre Georges Pompidou, que finalment no es va dur a terme, en què en una vitrina penjada del sostre Jean-Pierre Léaud interpretaria l'agonia del rei durant quinze dies.

## Argument
El 10 d'agost de 1715, després d'una cacera, comença la decadència física que portarà Lluís XIV a la mort després de 72 anys de regnat. El film narra els seus últims dies postrat en un llit, envoltat de metges, d'aristòcrates i de servents, desconcertat davant la seva pròpia finitud.

## Repartiment
- Jean-Pierre Léaud com a Lluís XIV de França
- Irène Silvagni com a Madame de Maintenon
- Patrick D'Assunçao com a Guy-Crescent Fagon
- Vicenç Altaió
- Lluís Serrat
- Marc Susini com a Blouin
- Bernard Belin com a Georges Mareschal
- Olivier Cadiot com el Doctor